# Atlamál hin groenlenzku
L'Atlamál hin groenlenzku (El cant groenlandès d'Atli) és un dels poemes heroics de l'Edda poètica. Relata bàsicament la mateixa història que l'Atlakviða però en major extensió i en un estil diferent. El poema es creu que va ser compost a Groenlàndia, al voltant del segle xii.

## Data i origen
Tant l'Atlamál com l'Atlakviða s'esmenten com a poemes d'origen groenlandès en el Codex Regius. La majoria dels erudits creuen que l'Atlakviða és anterior a la colonització nòrdica a Groenlàndia i en rebutgen el seu origen groenlandès. L'Atlamál, en canvi, sí que es creu que és d'una època coetània amb la colonització de Groenlàndia. A més, alguns aspectes del poema corroboren aquesta afirmació, com ara la descripció molt realista que fa d'un os polar quan s'hi explica el sinistre somni de Kostbera. El to rígid del poema també s'adiu amb el que es coneix dels assentaments nòrdics a Groenlàndia. Les relativament pobres condicions dels caps en el poema (a Niflungar, per exemple, s'esmenten només 10 criats) han estat considerades com a indicadors del seu origen groenlandès.

## Argument
Atli trama la mort dels seus cunyats i envia missatgers a Gunnarr i a Högni, els fills de Gjúki, amb una invitació al seu palau. Guðrún, la filla de Gjúki i esposa d'Atli, és coneixedora del complot i envia un missatge en runes als seus germans, però un dels missatgers, anomenat Vingi, altera les runes. No obstant això, Kostbera, l'esposa de Högni, és capaç de discernir de les runes que alguna cosa no anava bé i prevé a Högni. Högni ignora els seus temors, però ella insisteix que ha tingut malsons que interpreta com a advertiments. Högni es manté en la seva postura i descarta el perill que han pronosticats els somnis de la seva dona. Glaumvör, l'esposa de Gunnarr també havia tingut malsons i els explica al seu marit, però aquest també en fa cas omís. Finalment Gunnarr admet que les seves vides seran curtes però li diu a Glaumvör que no pot evitar el seu destí. Els germans es dirigeixen al palau d'Atli amb tan sols tres guàrdies. Les dones acompanyen als germans fins a un fiord, on se separen. Glaumvör recorda a Vingi el caràcter sagrat d'una invitació i aquest jura que no hi haurà enganys.
Quan els germans i el seu petit seguici arriben al d'Atli, Vingi admet la seva traïció i el maten immediatament. Atli ataca als cinc convidats amb trenta homes. La batalla dura hores i Guðrún s'uneix als seus germans, llançant les seves joies. Finalment els fills de Gjúki cauen en mans dels seus agressors, després d'haver donat mort a divuit homes d'Atli. Atli intercanvia acusacions amb la seva dona i ordena l'execució de Gunnarr i Högni. Högni mor rient, mentre que Gunnarr mor tocant l'arpa amb els seus peus.
Atli discuteix amb Guðrún i ella li diu que les coses aniran molt malament si ell no la mata també a ella. Ell l'intenta consolar prometent-li preciosos regals i ella simula cedir, demanant-li al seu marit un banquet per honorar la memòria dels seus germans. Llavors Guðrún mata els seus dos fills i, sense que Atli ho sospiti, usa els seus caps com a atuells per a les begudes i li dona a menjar els seus cors.
Més tard Guðrún mata Atli amb l'ajuda de Hniflungr, fill d'Högni. La part final del poema consisteix en un intercanvi de paraules entre Guðrún i Atli. Guðrún li recorda el seu gloriós passat quan sortia a realitzar pillatges amb Sigurðr i els seus germans. Atli li recorda la seva proposta de matrimoni i de com ella mai estava d'acord amb les riqueses que li oferia. Al final li demana a Guðrún que li doni un enterrament honrós i ella accepta. Després ella intenta suïcidar-se i fracassa. El poema acaba amb una nota dient que qualsevol home que tingui fills com els de Gjúki és afortunat.